# Jacques Savary de Lancosme
Jacques Savary de Lancosme (Poitou, 1560 – 1627) è stato un ambasciatore francese.

## Biografia

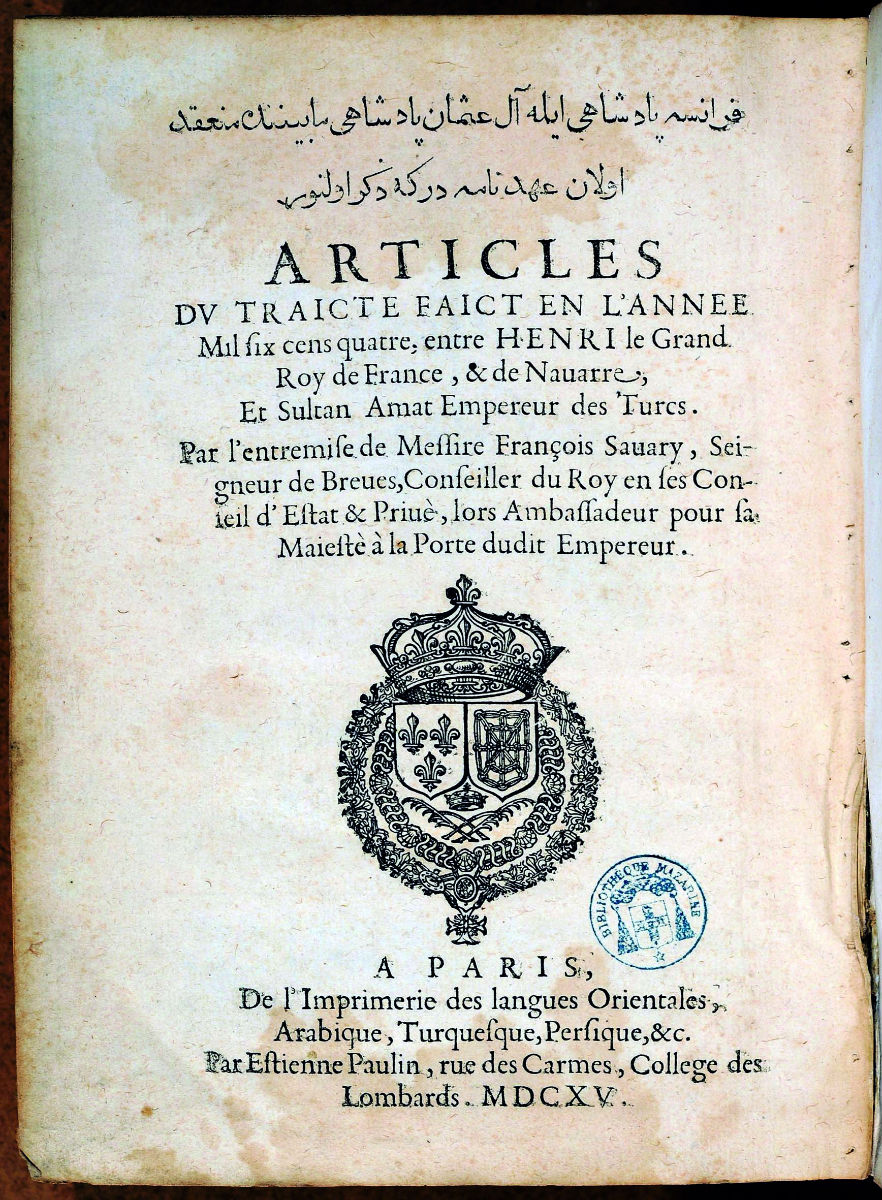
traduzione bilingue franco-turca del 1604 dellAlleanza Franco-Ottomana, tra il Sultano Ahmed I e Enrico IV di Francia, pubblicata da François Savary de Brèves nel 1615.

Jacques Savary de Lancosme (1560–1627), conte di Lancosme, è stato il XI ambasciatore permanente della Francia dal 1585 al 1589 presso l'Impero ottomano, a Costantinopoli. Era nativo di Poitou. È succeduto a Jacques de Germigny. Lancosme entrò in disputa col primo ambasciatore inglese presso la Sublime porta William Harborne.
Lancosme si è associato con la Lega cattolica e si rifiutò di riconoscere come re Enrico IV di Francia, il che porta alla sua prigionia dagli Ottomani a Yedikule, e la nomina di un suo parente, François Savary de Brèves che lo aveva accompagnato a Costantinopoli nel 1584, come ambasciatore ad interim, e poi ambasciatore titolare.